# Universidade Emily Carr de Arte e Design
A Universidade Emily Carr de Arte e Design (ECU) é uma escola e universidade pública de arte pós-secundária localizada em Vancouver, na Colúmbia Britânica, Canadá. Fundada em 1925 como a Escola de Artes Decorativas e Aplicadas de Vancouver, como a primeira instituição de graduação na Colúmbia Britânica criada especificamente para estudantes de artes visuais e performáticas. Foi nomeada em nome da artista canadense Emily Carr em 1978.